# Acrocephalus taiti
Acrocephalus taiti là một loài chim trong họ Acrocephalidae.